# Ослобођење Врања 1878. године
Ослобођење Врања 1878. године представља једну од завршних етапа ослобођења српских земаља од османске власти. После почетка Другог српско-турског рата, војска кнежевине Србије је покренула офанзиву на територији данашње јужне Србије. После Грделичке битке је успела да провали у Масуричку котлину, чиме јој се пут за Врање практично отворио. Истовремено су букнули бројни устанци широм јужне Србије, па и у самој околини Врања, а српска команда је, да би се повезала са устаницима у Пољаници, послала потпоручника Степу Степановића са задатком да оснује устанички батаљон, који је одиграо веома важну улогу у ослобођењу.
Српским снагама је командовао генерал Јован Белимарковић и биле су распоређене дуж десне стране Јужне Мораве, док је османским снагама командовао дивизијски генерал Асаф-паша. Његове снаге биле су распоређене дуж леве стране Јужне Мораве. Борба за ослобођење је званично почела 26. јануара, када су српске снаге почеле да се пребацују на леву страну Мораве и кулминирала је великом битком 31. јануара, у којој је учествовало око 22.000 војника, а завршила се српском победом и заплењивањем бројне османске опреме.
У борби за ослобођење се, поред Степе Степановића, истакао и потпоручник Стојичевић који је погинуо у борбама на Девотину, као и мајор Радомир Путник, који је био задужен за потеру за османским војницима који су после битке бежали према Прешеву и Бујановцу.
После Санстефанског споразума, Врањанци су, уплашени да не потпадну под управу кнежевине Бугарске, послали писмо српском кнезу Милану Обреновићу с молбом да не повлачи српску војску из Врања. Међутим, после Берлинског конгреса Врање је и званично постало део Србије.

## Позадина и припреме
Други српско-турски рат је отпочео 13. децембра 1877. године. По ратном плану Војске Кнежевине Србије, за почетак ратовања као поприште операција биле су одређене реке Нишава, Топлица и Јужна Морава у нишко-лесковачком пределу. У току ратовања, са повољним развитком борби против Османлија и бројним успесима српске војске, устаничких покрета и револуционарних стремљења, операционо подручје српске војске проширено је на цео Јужноморавски слив, све до Прешева и Прешевске Моравице, и преко Витине на Биначкој Морави ка Косову и Метохији.
Српска регуларна војска, уз помоћ Добровољачког корпуса и месних устаника, освојила је Сурдулицу и Владичин Хан 23. јануара 1878. године, као и власинска села чиме је било ослобођено становништво Масуричке котлине. Добровољачки корпус српске војске је из Прибоја 24. јануара упутио једну своју групу официра и подофицира у српска села дуж врањског подручја која су још увек била под османском контролом са задатком да подстичу народ на устанак.
Према наређењу команданта Прве шумадијске дивизије, потпоручник Степа Степановић је 25. јануара 1878. године из Прибоја отишао у Пољаницу, како би преузео команду устаничких снага и извршио напад на османске снаге с леђа. Том приликом је била образована Добровољачка чета од бораца Крагујевачке бригаде на чијем челу се налазио потпоручник Степановић. Његов задатак је био да формира батаљон и да га добро наоружа.  Он се повезао са вођама српских месних устаника: Василијем Поповићем, Стојиљком Поповићем и Симеоном Стојиљковићем, и разделио оружје. Образован је Устанички батаљон из пољаничких села: Големог Села, Градње, Студене, Крушеве Главе, Тумбе, Дреновца, Сикирија, Власа и других.
Јаке снаге Добровољачког корпуса српске војске пошле су из Прибоја ка Врањској бањи као претходница Шумадијског корпуса. Једна чета добровољаца наишла је на турске ратне положаје код Бање коју је бранила чета регуларне турске војске уз помоћ око 200 наоружаних османских и албанских грађана. Како је том приликом дошло до сукоба, у помоћ српској чети стигао је и један добровољачки батаљон, па су турске јединице разбијене и натеране у бекство ка Врању. Тако је 26. јануара 1878. године ослобођена Врањска Бања, а том приликом је погинуло 28 османских и 6 албанских војника. Српске снаге су тада заузеле мост на Јужној Морави који је био важан стратегијски чвор за пребацивање српских јединица ка Врању.

## Почетак борбе за ослобођење
Истог дана је почела и борба за ослобођење Врања. Одред устаника из врањског краја је, са четом Добровољачког корпуса, прешао са десне на леву обалу Јужне Мораве с намером да продре у позадину османских борбених јединица надомак Врања. Чета је имала задатак да изврши извиђање османских снага и прикупи податке о њима. Ради бољег успеха и заваравања противника, јединица је обукла униформе погинулих Османлија и успешно се приближила Врању, где је са једног брега сакупила податке о положајима османске војске и о њеној целокупној фортификацији. Међутим, кад су Османлије открили њено присуство дошло је до окршаја и српски војници били су принуђени на повлачење, приликом ког су претрпели незнатне губитке.
У току 27. јануара, српске јединице и одреди устаника концентрисале су своје снаге од правца предела Пољанице и Врањске котлине и то од Бање и Прибоја, где је била концентрисана главнина снага српске војске. Ради успешнијег командовања, истог дана је главни штаб Шумадијског корпуса премештен из Лесковца у Владичин Хан. До мањих борби је дошло на Пашином Говедарнику и Поповом Гумну. Турске јединице су тада потиснуте према Врању, а српска војска је заузела село Моштаницу, мост на Јужној Морави и пут који води за село Корбевац — веома важна чворишта. Охрабрена овим успехом, српска војска је почела да окупља своје снаге на прилазима Врању, а командант Шумадијског корпуса генерал Јован Белимарковић одлучио је да постепеним нападима на османску војску опколи Врање а потом да изврши и директан напад на саму османску посаду у Врању.
Ради реализације Белимарковићевог плана, команда Шумадијског корпуса је 28. јануара издала наређење да се заузму борбени положаји. Смедеревској бригади је наређено да као претходница наступа уз Јужну Мораву. Главне снаге ове бригаде су се налазиле у селу Прибоју, док су истурена одељења била у селу Мазараћу. Ова бригада је заузела положај за борбу од Моштаничког моста на Јужној Морави, до околине села Бреснице и Ранутовца. Један батаљон ове бригаде је заузео положај изнад Бање и Корбевца. На десној страни Јужне Мораве налазио се Добровољачки корпус, коме је био придодат један батаљон Смедеревске бригаде. Устанички одреди из Власине, Масурице и Власотинца приступили су Добровољачком корпусу, знатно појачавајући нападну моћ Шумадијског корпуса. Друга Шумадијска дивизија је из Ветернице и Поречја продрла у Пољаницу, како би опколила османске снаге утврђене у Врању. Истовремено, штаб Шумадијског корпуса је кренуо из Владичиног Хана у село Стубал.

## Битка за Врање

### Српске снаге и распоред
Команда Шумадијског корпуса се 29. јануара састала у Прибој Врањскиу како би размотрила план за напад на Врање и како би се извршио распоред јединица према османским положајима. Одлучено је да главни правац напада буде Бреснички и Моштанички вис. Јединице српске ослободилачке војске су биле дупло мање од османских јединица. Шумадијски корпус је бројао 7.000 бораца сврстаних у 12 батаљона, с једним ескадроном коњице, док је артиљерија имала 22 топа. Томе свакако треба додати и Добровољачки корпус који је имао око 1.500 бораца, као и одреде устаника из врањског подручја.
Прва пољска батерија заузела је положај код планине Два брата, где се укопала и заузела положај на обалама Јужне Мораве и путу Врање — Владичин Хан. Затим, Четврта батерија је била укопана на вису изнад Бресничког потока. У резерви се налазила Трећа батерија, смештена испод села Моштанице.
Београдска бригада је била стационирана између села Моштанице и Бреснице. Друга шумадијска дивизија, са неким јединицама Добровољачког корпуса и устаника, добила је задатак да се упути према османским одбрамбеним положајима на планини Пљачковици. Други лепенички батаљон, две чете инжењераца и два брдска топа су били пребачени у село Дреновац. Крагујевачки и Колубарски батаљони, ојачани устаничким одредима из Пољанице, коњицом и инжењерцима, запосели су положаје код Бељанице и Девотина, испред Пљачковице. Рудничка бригада је била распоређена као резерва у Мазараћу и Моштаници, док је Четврти батаљон ове бригаде (исто као резерва) био смештен на Поповом гумну; Други артиљеријски пук и коњица налазили су се као као резерва у Прибоју.
У извештају команде Шумадијског корпуса од 28. јануара 1878. стоји да су на положају код Моштанице и Прибоја, уз регуларну војску, узели учешћа у борбама и „придошли устаници из Трна и Власотинца под командом поручника Соколова“ који су се 29. јануара придружили српским јединицама у борбама код села Кумарева. Према врањској народној традицији, био је образован и одред од устаничких бораца из Врања и приградских насеља. По месту формирања, одред је носио име Кумаревски одред и био је састављен од врањских занатлија, трговаца, варошке сиротиње, земљорадника и надничара.
Све наведене јединице, а нарочито артиљерија, морале су да заузму наведене положаје у току ноћи како Османлије не би открили њихове положаје и припреме за напад. Целе ноћи (између 28. и 29. јануара) вршиле су се припреме, била је подељена храна, резервна муниција, обновљене су припреме за пољску болницу и прихватање рањеника и понегде је била извршена и попуна потребног људства. Штаб Шумадијског корпуса је издао наредбу да се спреми резервни положај код Мазараћа, ако српска војска буде принуђена на повлачење.

### Османске снаге и распоред
Османска одбрана Врања износила је око 15.000 бораца — 12 пешадијских батаљона, 2 коњичка ескадрона, 8 топова и око 3.000 арбанашких бораца. Командант одбране Врања је био дивизијски генерал Асаф-паша, а осталим јединицама командовали су бригадни генерали Ибрахим-паша и Есад-паша, док је албанским јединицама (башибозуцима) командовао Дибралија. Османска војска је била наоружана најсавременијим пушкама „Пибоди-Мартини“ и „Круповим“ топовима.
Једно од главних утврђења турских одбрамбених положаја била је планина Пљачковица, према којој је надирала Друга шумадијска дивизија српске војске. Друга важна одбрамбена стратегијска тачка османске војске било је брдо Чеврљуге, према ком су биле усмерене јединице Прве шумадијске дивизије и Добровољачког корпуса. Код села Ранутовца и на планини Два брата, османска војска је имала рововска утврђења, а на Чеврљугама и Пљачковици била су још већа стратегијска утврђења. Војска је била тако постављена да је покривала оружаном ватром све прилазе ка Врању из свих праваца.
Дужина фронта се простирала на око 10 километара. Међутим, Османлије нису могли да покрију сваку одбрамбену тачку, јер нису имали довољно снага и одбрамбене моћи, па су због тога запосели само одређене положаје и на њима сконцентрисали снаге. Ови османски положаји нису били међусобно повезани, а и средства нису била задовољавајућа, па се веза одржавала помоћу курирске службе. Ободи ранутовачке шуме били су добро утврђени рововима, који су се простирали према селу Моштаници. Најбоље утврђен и најбоље повезан положај османске војске била је линија Чеврљуге — Два брата дужине око 2 км. То је била најчвршћа одбрамбена тачка Врања и његове османске посаде.

### Битка
Команда Шумадијског корпуса желела је да напад отпочне тачно у подне 29. јануара. Међутим, како су турске извиднице откриле припреме српске војске за напад, предухитриле су је и у 10.30 часова кренуле у офанзиву, која је била извршена са свих турских положаја истовремено: код села Ранутовца, са планине Два брата, из Врања и са Чеврљуга. Када су турске јединице доспеле на 300—500 метара испред борбених линија српске војске, командант Прве шумадијске дивизије је издао наредбу да артиљерија са целог фронта отвори паљбу на надолазеће турске јединице, након чега је под заштитом артиљерије у напад кренула и пешадија. Жестоке борбе су се водиле непрекидно око три часа и српске јединице су биле заустављене услед јаких турских напада.
Око 14 часова турске јединице су успеле да потисну српску војску у средишту фронта и заузму положај Камен на десној обали Бресничког потока, пошто је Космајски батаљон, који је бранио тај положај, био десеткован и принуђен да се повуче ка Моштаничкој коси. Командант Прве дивизије је, да би зауставио напредовање турске војске и повратио изгубљене положаје, убацио резерву: два батаљона (Други грочански и Први подунавски батаљон) и Трећу пољску батерију.
У то време, на борбене положаје код Врања био је постављен командант Шумадијског корпуса, генерал Јован Белимарковић, који је преузео непосредну команду над српском војском. Основни план генерала Белимарковића је био да се прикупе подаци о томе да ли су у напад укључене све јединице османске војске или је известан део војске остављен као резерва. Према прикупљеним подацима испоставило се да су Османлије ангажовали целокупну војну структуру која им је била доступна. Због тога је српска команда одлучила да се изврши напад са положаја Кумарево — Шупљи камен — Топлац — Каталенац на турске положаје код Златокопског моста. Код моста су била ушанчена два табора са око 2.000 османских војника и једним топом.
Како су главне османске снаге биле сконцентрисане на брду Чеврљуге, генерал Белимарковић је издао наредбу команди Прве шумадијске дивизије да се припреми за напад и освајање Чеврљуге. За напад на Чеврљуге је био ангажован и Моравски батаљон Рудничке бригаде. Настао је прави двобој између српске и османске артиљерије који је трајао неколико сати. Затим су уследили непрекидни јуриши српске пешадије, појачане резервним јединицама, а губици су били знатни на обе стране. Османска војска је претрпела нападе како фронтално, тако и бочно, и била је принуђена (око 16 часова) да одступи са предњих положаја, док су српске јединице наставиле са нападима с циљем да се противник спречи да заузме нове одбрамбене положаје. Након тога јединице Другог гружанског батаљона и једна чета Добровољачког корпуса освојиле су положај Ћвик и Чеврљуге. После победе у Грделичкој бици, ово је био највећи успех српске војске којим је срушена османска одбрана испред Врања.
Српске снаге су заузеле село Ранутовац, а истовремено турске јединице су напале са Пљачковице српске положаје у селу Струганици, с намером да окруже Прву шумадијску дивизију. Међутим српске јединице су одбиле турске нападе, вративши их на првобитне положаје. Турске јединице су нападале и са Пљачковице и Крстиловице Другу шумадијску дивизију у чијем је саставу дејствовао и одред устаника код Девотина под командом Степе Степановића.
Напад у правцу Врања је настављен 30. јануара. У 9 часова српски војници су успели да на рукама изнесу један топ изнад Белановца, на планини Грот. Са ове висине су топовском паљбом тукли турске положаје изнад Девотина. Затим је чета под командом Степе Степановића напала турске одбрамбене јединице на Гочу. Истовремено су им се придружиле и две чете Другог лепеничког батаљона под командом потпоручника Стојичевића. После два часа крвавих борби, турске снаге напуштају положаје на Гочу и Девотину (потпоручник Стојичевић је погинуо у бици).
Штаб Шумадијског корпуса је издао, у току дана, наређење Другој дивизији да нападне и разбије турске одбрамбене јединице на Пљачковици. За тај напад су спремљена два брдска и два лака топа. Топови су постављени за доста кратко време надомак Пљачковице. Када су турске јединице приметили српске војнике, безуспешно су покушавали да их одбију пушчаном паљбом. Српске јединице не само да су се задржале на датим положајима, већ су им се и приближили на око 200 метара и отворили паљбу на њих. Борба се водила неколико сати, али је услед мрака прекинута.
Генерал Јован Белимарковић је издао наређење да се све пешадијске јединице у току ноћи 30. и 31. јануара утврде на задатим положајима, а да се артиљерија постави на нова погодна места, како би што успешније дејствовала према непријатељу. Активирана је целокупна резерва и усмерена на полазне положаје. Као појачање, на Кумаревску чуку пребачена су још два топа и њима је стављено у задатак да 31. јануара изврше артиљеријску паљбу на Врање и позадину турске војске. У заповести је зацртано и формирање лако покретног одреда, који би разбијеног непријатеља гонио, не дозвољавајући му да се концентрише и постави нове положаје за одбрану. За команданта тог одреда именован је мајор Радомир Путник. У одред су ушле јединице Првог рудничког батаљона и Добровољачког корпуса, са једним ескадроном коњице, а придодата су им и два топа.
У ноћи између 30. и 31. јануара, турске јединице су се повукле са положаја Чеврљуге и Камен, јер је команда турске војске одлучила да ове трупе заузму положаје између Суводолског потока и Врањске реке. Ови положаји су били добри за одбрану Врања, а повлачење турске војске је било непознато српским јединицама. Ујутру 31. јануара Команда Шумадијског корпуса је издала наређење да српска војска крене у напад са циљем заузимање и ослобођење Врања. Међутим, истовремено је турска војска покушала да заузме положаје на Суводолу и дошло је до ратног окршаја на отвореном пољу.
Турци су били изненађени видевши како српска војска наступа ка Суводолу, што је довело до страха и панике у њиховим редовима. Српске извиднице су биле присебније, па су отворили ватру пре турске извиднице. Истовремено је српска артиљерија отворила ватру са Кумаревске чуке на турску пешадију. Турци су имали знатне губитке и почели су да се повлаче према Врању, где се нису задржали. Без велике борбе, у току тог дана српска војска је после кратких пушкарања коначно ослободила Врање. Прве су у град ушле јединице Добровољачког корпуса, заједно са устаницима из околине.

## Последице
Врањанци су срдачно дочекали ослободилачку војску, а варош је била искићена заставама и ћилимима. Око 13 часова 31. јануара 1878. умарширао је свечано генерал Јован Белимарковић са командом Шумадијског корпуса, а Врање је Српској војсци предао истакнути турски феудалац Рамиз-паша Хусејинпашић. Генерал Белимарковић је прихватио предају и том приликом је обећао врањским Турцима имовинску сигурност и личну слободу, што је унето у акту о предаји Врања. Међутим, забележено је да је дошло до пљачке како турских, тако и српских радњи. Генерал Белимарковић је краћим говором поздравио Врањанце, захвалио им се на помоћи преко устаничких одреда и честитао им ослобођење. После тога су се сви сакупили и отишли у Саборну цркву на благодарење, где је протојереј И. Петровић поздравио ослободиоце Врања. Истог дана је Белимарковић одредио команданта вароши, коме су поверене оружане јединице, са циљем да се старају о безбедности свих грађана. Погинули ослободиоци Врања су сахрањени на врањском гробљу, док су рањени делимично задржани у врањској болници на лечењу, а делимично послати у лесковачку болницу.
Истог дана (31. јануара) је одред Радомира Путника кренуо је у потеру за османском војском која се повлачила према Бујановцу и Прешеву. Одред је напао делове османске војске и изазвао панику међу турским избеглицама, које су се повлачили заједно са војском. Одбрамбене јединице османске војске на Пљачковици и Крстиловици су биле необавештене о паду Врања, тако да су оне наставиле борбу. Врховна команда је у помоћ српским јединицама код Крстиловице послала Крагујевачки батаљон и Посавски батаљон са задатком да нападну османске јединице на Крстиловици. Такође, из Врања је послат Космајски батаљон са два топа да нападну османске јединице на Пљачковици.
Истовремено, док се у вароши славило ослобођење, са Пљачковице је сишла групица од 20 османских војника. У вароши је настала паника, јер су варошани мислили да се османска војска вратила и извршила контранапад. Српска војска је заробила вод, а од њих је сазнала да Османлије на Пљачковици не знају да је главнина њихове војске напустила Врање. Српске јединице су затим позвале преостале османске јединице да се предају, што су оне учиниле крајем тог дана и спроведене у Врање.
Шумадијски корпус, са извесним деловима Добровољачког корпуса, 1. фебруара 1878. године је отпочео офанзиву према османској војсци за ослобођење осталих делова јужне Србије. У тој ослободилачкој офанзиви, 1. фебруара је ослобођен Бујановац, а 2. фебруара Прешево, манастир Свети Прохор Пчињски и Трговиште са селима Врањске Пчиње. У Врању се сместио штаб Шумадијског корпуса. Једренски мир је закључен 31. јануара 1878. чиме је окончан Руско-турски рат. Састављена је комисија од османских, руских и српских представника и почела је да заседа од 10. фебруара, ради постављања демаркационе линије, а њен рад је био готов 13. фебруара. Према османским изворима, српска војска је након уласка у град уништила џамије које су биле у њему.
Санстефански мир је склопљен 3. марта 1878. године чиме је Врање требало да постане део Кнежевине Бугарске. Српски грађани Врања су писали кнезу Милану Обреновићу са захтевом да Врање остане под српском влашћу (28. фебруара). То су исто чинили и грађани Трна, Пирота, и врањски Турци и Албанци (12. марта 1878). Врање је коначно дошло под српску власт после Берлинског конгреса.

## Губици

### Српски губици
| Српски губици у живој сили | Српски губици у живој сили |
| Регуларна војска           | Регуларна војска           |
| -------------------------- | -------------------------- |
| Погинуло                   | 122                        |
| Рањено                     | 229                        |
| Укупно                     | 351                        |
| Устаници и добровољци      |                            |
| Погинуло                   | 85                         |
| Рањено                     | 79                         |
| Укупно                     | 164                        |

Од тога 70 рањеника су из данашње Републике Србије, Босне и Херцеговине, Румуније; 3 рањеника из данашње Македоније, 4 из Хрватске и 2 из Немачке. Настрадали српски војници су сахрањивани на више места, али их је највише сахрањено у Моштаници (махала Осатица).

### Османски губици
| Укупни османски губици          | Укупни османски губици                |
| Жива сила                       | Жива сила                             |
| ------------------------------- | ------------------------------------- |
| Погинуло                        | 630 војника и официра                 |
| Рањено                          | 1.236 војника и официра               |
| Заробљено                       | 1.635 војника и официра               |
| УКУПНО                          | 3.549 војника и официра               |
| Заробљено оружје и војна опрема |                                       |
| Пушке                           | 2.725 пушака (од тога 2.537 мартинке) |
| Револвери                       | 148                                   |
| Фишеклије                       | 1.676                                 |
| Меци                            | 27.689                                |
| Ратне трубе                     | 33                                    |
| Сандуци за муницију             | 31                                    |

## Заоставштина
Прва прослава ослобођења Врања од османске власти свечано је обележена тек две година касније, 30. јануара 1880. године. У спомен томе, Врањанци су послали телеграм генералу Јовану Белимарковићу у коме су му се захвалили на извојеваној слободи. Дванаест година касније, 1. маја 1890. године, доделили су му диплому врањских грађана, а у телеграму су му још једном изразили захвалност за „мудро командовање српском војском, које је југу Србије донело вековно очекивану слободу.“
Врањанци су почели да сакупљају донације за подизање споменика палим ослободиоцима, па се тако спомиње да је 31. јануара 1900. године била организована забава са игранком, а улазница је био добровољан прилог за подизање споменика. Сам Белимарковић је приложио 2.000 тадашњих динара за изградњу тог споменика. Споменик је коначно откривен 1903. године и у народу је познат као Чика Митке.
Данас у граду постоји неколико улица које носе име које је у вези са ослобођењем (Улица 31. јануара, Улица Генерал Белимарковића и Улица Краља Милана). Од 2008. године градска управа у Врању је донела одлуку да се 31. јануар обележава као Дан Врања. Тог дана се организују бројне манифестације, уручују се награде из разних области и полаже се венац на споменик, код „Чика Миткета“. Између осталог обележава се ски-куп „Ђулбарс и Каце” на Бесној кобили у оквиру Дана Врања, а такође и марш „Стазама ослободилаца Врања из 1878. године.”